# Schroeder (Santa Catarina)
Schroeder is een gemeente in de Braziliaanse deelstaat Santa Catarina. De gemeente telt 14.000 inwoners (schatting 2009).